# Liste der Monuments historiques in Viel-Saint-Remy
Die Liste der Monuments historiques in Viel-Saint-Remy führt die Monuments historiques in der französischen Gemeinde Viel-Saint-Remy auf.

## Liste der Immobilien
| Bezeichnung    | Beschreibung           | Standort                  | Kennzeichnung | Schutzstatus | Datum | Bild           |
| -------------- | ---------------------- | ------------------------- | ------------- | ------------ | ----- | -------------- |
| Kirche St-Rémi | ab dem 12. Jahrhundert | Place de la Mairie (Lage) | PA00078540    | Inscrit      | 1943  | weitere Bilder |

## Liste der Objekte
| Bezeichnung | Beschreibung                                       | Standort                     | Kennzeichnung | Schutzstatus | Datum | Bild |
| ----------- | -------------------------------------------------- | ---------------------------- | ------------- | ------------ | ----- | ---- |
| Pietà       | Stein, farbig gefasst, Anfang des 16. Jahrhunderts | in der Kirche St-Rémi (Lage) | PM08000586    | Classé       | 1911  |      |